# Thomas Rabe
Cet article concerne le professeur allemand. Pour le manager allemand, voir Thomas Rabe (manager). Pour les articles homonymes, voir Rabe.
Thomas N. Rabe, né le 18 février 1951 à Heidelberg, est professeur de gynécologie et obstétrique au Centre hospitalier universitaire de Heidelberg ainsi qu'auteur de plusieurs publications scientifiques et livres spécialisés.

## Biographie
Thomas Rabe a obtenu son diplôme de médecine à Heidelberg.
Depuis 1983, il est médecin spécialisé en gynécologie et obstétrique. 
Ses recherches portaient sur le métabolisme des stéroïde du placenta, de nouvelles méthodes de planification familiale, l'hormonothérapie et le développement des systèmes d'enseignement assisté par ordinateur.
Après son poste de professeur de gynécologie et d'obstétrique en 1991, il est devenu le médecin traitant à l'hôpital universitaire et au département de gynécologie, endocrinologie et des problèmes de fertilité.
Entre 1995 et 1999 il a été responsable des activités scientifiques des centres collaborateurs de l'OMS (Genf) à la clinique gynécologique universitaire. Par ailleurs Rabe appartient à la rédaction de plusieurs revues spécialisées nationales et internationales.
Thomas Rabe est le petit-fils de John Rabe et s'est engagé à travailler à travers le passé difficile entre la Chine et le Japon (causé entre autres par la seconde guerre sino-japonaise et ses conséquences), qui pèse sur les relations bi-nationales des pays jusqu'à aujourd'hui.
Avec l'aide de sa famille, Thomas Rabe a lancé l'association enregistrée John Rabe Communication Centre, qui est dédiée à poursuivre la vision de la paix de son grand-père John Rabe et qui a l'objectif de créer une base pour la compréhension internationale, en particulier entre la Chine et le Japon.
Thomas Rabe s'engage pour un partenariat entre la ville de Nanjing/Chine, et Hiroshima/Japon.
Chaque année depuis 2009 il attribue le Prix John Rabe, en collaboration avec le Service autrichien de la paix à Nanjing. L'acteur japonais Teruyuki Kagawa a été le premier de recevoir ce prix.
Parmi ses contacts internationaux pour les cliniques et les hôpitaux, Thomas Rabe est également membre du Conseil international au service de l'Autriche à l'étranger.

## Prix
- 1996 : doctorat honorifique de l'Université Semmelweis, Budapest, Hongrie ;
- 1997 : doctorat honorifique de l'Université de médecine et pharmacie Victor Babeş, Timișoara, Roumanie ;
- 1999 : doctorat honorifique, University Women's 'Hospital, Cluj, Roumanie ;
- 2002 : professeur honoraire, Université de médecine et pharmacie Carol Davila à Bucarest, en Roumanie.

## Publications (sélection)
- Rabe T, Strowitzki T, Diedrich K (eds.) (2000). Manual on Assisted Reproduction. 2d updated Edition. Springer Verlag Berlin, Heidelberg, New York.
- Rabe T, Runnebaum, Benno (1999) Fertility control - update and trends. Springer, Heidelberg.  (ISBN 3-540-64763-5)  (ISBN 978-3-540-64763-8)
- Rabe T, Runnebaum B (eds) (1998). Fertility Control Springer, Heidelberg.
- Rabe T, Diedrich K, Runnebaum B (Eds) (1997). Assisted Reproduction - a manual. Springer-Verlag, Heidelberg  (ISBN 3-540-61134-7)  (ISBN 978-3-540-61134-9)
- Runnebaum B, Rabe T, Kiesel L (1985). Future aspects in contraception: Part 1: Male contraception. MTP Press Limited, Falcon House, Lancaster, England
- Runnebaum B, Rabe T, Kiesel L (Eds.) (1991). Female contraception and male fertility regulation. Parthenon Publishing Group, Casterton Hall, Carnforth, Lancaster, England  (ISBN 1-85070-334-5)  (ISBN 978-1-85070-334-1)